# Platja de l'Alguer (l'Ametlla de Mar)
La platja de l'Alguer és una platja urbana del municipi de l'Ametlla de Mar (Baix Ebre) situada dins del poble, entre dos espigons, a llevant del port de l'Ametlla de Mar. Té una longitud de 160 m i una amplada mitjana de 18 m, de sorra fina i un pendent d'entrada a l'aigua fort. El grau d'ocupació de la platja a l'estiu és alt.
L'Agència Catalana de l'Aigua efectua un control setmanal de la qualitat de l'aigua, durant la temporada de bany, amb el resultat d'excel·lent. Està guardonada amb la Bandera Blava, que reconeix internacionalment la qualitat de l'aigua i serveis.